# El año que trafiqué con mujeres
El año que trafiqué con mujeres es un telefilme español de 2005, estrenado por Antena 3, dirigido por Jesús Font basado en el libro homónimo de Antonio Salas. Se rodó en Barcelona.

## Argumento
Antonio (Nancho Novo) es un periodista que se adentra en la prostitución de lujo y las mafias que hay alrededor. Para ello cuenta con la colaboración de una presentadora de televisión, Noelia (Raquel Meroño) y un amigo ex policía llamado Juan (Antonio Dechent).